# Чезаре Мартін
Чезаре Мартін (італ. Cesare Martin, 14 травня 1901, Рур — 26 лютого 1971, Пінероло) — італійський футболіст, що грав на позиції захисника. По завершенні ігрової кар'єри — тренер.
Виступав, зокрема, за клуб «Торіно», а також національну збірну Італії.
Чемпіон Італії. Володар Кубка Італії. 

## Клубна кар'єра
Народився 14 травня 1901 року в місті Рур. Вихованець футбольної школи клубу «Торіно». Дорослу футбольну кар'єру розпочав 1919 року в основній команді того ж клубу, в якій провів сімнадцять сезонів, взявши участь у 354 матчах чемпіонату.  Більшість часу, проведеного у складі «Торіно», був основним гравцем захисту команди. За цей час двічі виборов титул чемпіона Італії (один був анульований), ставав володарем Кубка Італії.
Завершив ігрову кар'єру у команді «Пінероло», за яку виступав протягом 1936—1941 років.

## Виступи за збірну
1923 року дебютував в офіційних матчах у складі національної збірної Італії. Зіграв у товариському матчі проти збірної Чехословаччини, програному з рахунком 1:5. Цей матч так і залишився єдиним збірній.
У складі збірної також був у заявці на Олімпійських іграх 1924 року у Парижі.

## Кар'єра тренера
Розпочав тренерську кар'єру, ще продовжуючи грати на полі, 1936 року, очоливши тренерський штаб клубу «Пінероло». Досвід тренерської роботи обмежився цим клубом.
Помер 26 лютого 1971 року на 70-му році життя у місті Пінероло.
| Дата       | Місто | Господарі      | Результат | Гості  | Турнір           | Голи | Примітки |
| ---------- | ----- | -------------- | --------- | ------ | ---------------- | ---- | -------- |
| 27/05/1923 | Прага | Чехословаччина | 5 – 1     | Італія | товариський матч | -    |          |
| Усього     |       | Матчів         | 1         |        | Голів            | 0    |          |

## Титули і досягнення
- Чемпіон Італії (1):

«Торіно»: 1927–28
- Чемпіон Італії (анульовано):

«Торіно»: 1926–27
- Володар Кубка Італії (1):

«Торіно»: 1935-1936